# 長谷川智恵子
長谷川 智恵子（はせがわ ちえこ、1944年 - ）は、日本の画商。株式会社日動画廊代表取締役副社長。

## 経歴
東京都生まれ。聖心女子大学に進み、結婚のため中退。1975年から1980年までサルバドール・ダリ、マルク・シャガールら30人の画家のインタビューを手がけた。1994年から2008年まで日本洋画商協同組合理事長。2015年4月より茨城県教育委員会委員。1979年、芸術文化勲章シュヴァリエ、1995年レジオンドヌール勲章シュヴァリエ、2009年レジオンドヌール勲章オフィシエをフランス政府より受章。
2015年11月18日に茨城県総合教育会議で教育委員として「妊娠初期にもっと（障害の有無が）わかるようにできないのか。（教職員も）すごい人数が従事しており、大変な予算だろうと思う」「意識改革しないと。技術で（障害の有無が）わかれば一番いい。生まれてきてからじゃ本当に大変」「茨城県では減らしていける方向になったらいい」と発言した。

## 著作

### 単著
- 『素顔の巨匠たち』朝日ソノラマ 1981
- 『世界美術館めぐりの旅』求竜堂 1985
- 『世界美術館めぐりの旅 続』求竜堂 1988
- 『絵画の見方・選び方 : アートのある暮らしへの誘い』PHP研究所 1992 (New intellect ; 13)
- 『美術館へ行こう : 世界美術館旅事典』求竜堂 1993
- 『女だから、女だてらに』講談社 1994
- 『ヨーロッパ美術館めぐり』昭文社 1998 (エアリアマップ. 旅の森)
- 『C夫人肖像画 : 世界の巨匠29人に愛された女性』講談社 2003
- 『気品磨き』講談社 2007
- 『瓦礫の果てに紅い花 : ヒロシマに美術館をプレゼントした男の物語』WAVE出版 2009
- 『「美」の巨匠たち』講談社 2010、講談社エディトリアル 2014
- Les grands maîtres de l'art moderne et Chieko Hasegawa （モダンアートの巨匠たちと長谷川智恵子） , Edition Chêne , 2014 （フランス語）
- 『鴨居玲 死を見つめる男』講談社 2015

### 共編著・監修
- ポール・セザンヌ画、長谷川智恵子監修、笠間日動美術館編『セザンヌ展』笠間日動美術館 1997
- 鈴木治雄、長谷川智恵子選・著『世界の名画100選 : ラスコー洞窟画からサルバドール・ダリまで』 求龍堂 1997